# 이기문 (언어학자)
이기문(李基文, 1930년 10월 23일~2020년 2월 19일)은 평안북도 정주에서 태어난 대한민국의 국어학자이다. 본관은 여주.
그는 무교회주의 운동가 밝맑 이찬갑(1904년~1974년)의 차남으로, 역사학자 이기백(1924년~2004년)의 동생이고, 소설가 이인성(1953년~)의 삼촌이기도 하다.

## 주요 저서
대표작으로 《국어사개설》(1961) 등이 있다. 이 책에서 이기문은 고대 한국어가 고구려어, 백제어, 신라어로 구별된다는 주장을 폈다. 그러나 조선민주주의인민공화국의 언어학자 김수경이 《세나라시기의 리두에 관한 남조선학계의 견해에 대한 비판적 고찰》(1989)이라는 책을 펴내어 이기문의 주장을 반박하였다.

## 가족 관계
- 아버지 : 이찬갑 (1904년 ~ 1974년)
- 형 : 이기백 (1924년 10월 21일 ~ 2004년 6월 2일)
- 배우자 : 김정호
  - 장남 : 이인석
  - 며느리 : 김인옥
    - 손자 : 이세영
    - 손녀 : 이세림

  - 장녀 : 이인경
  - 사위 : 명영수
    - 외손자 : 명유진

## 같이 보기
- 김완진
- 이승욱
- 정연찬
- 안병희
- 김열규
- 강신항